# Lijst van thematische hitparades op MNM
Dit is een verzameling van thematische hitparades die Vlaamse radiozender MNM werden uitgezonden.

## MNM1000
Sinds 2009 is er op MNM een eindejaarslijst, de MNM1000, met daarin de beste 1000 hits aller tijden, gebaseerd op stemmen van luisteraars.
Dit was de top 10 vanaf 2009:
|     | 2009                | 2009                     | 2010                                           | 2010                     | 2011                        | 2011                    |
| Nr. | Uitvoerder          | Titel                    | Uitvoerder                                     | Titel                    | Uitvoerder                  | Titel                   |
| --- | ------------------- | ------------------------ | ---------------------------------------------- | ------------------------ | --------------------------- | ----------------------- |
| 1   | Michael Jackson     | Thriller                 | Lady Gaga                                      | Poker Face               | Coldplay                    | Viva La Vida            |
| 2   | Bryan Adams         | Summer of '69            | Bryan Adams                                    | Summer of '69            | The Black Eyed Peas         | I Gotta Feeling         |
| 3   | Gorki               | Mia                      | The Black Eyed Peas                            | I Gotta Feeling          | Adele                       | Someone like you        |
| 4   | Faithless           | Insomnia                 | Michael Jackson                                | Thriller                 | Michael Jackson             | Thriller                |
| 5   | Queen               | Bohemian Rhapsody        | Kings of Leon                                  | Sex on Fire              | Kings of Leon               | Sex on Fire             |
| 6   | Michael Jackson     | Billie Jean              | Queen                                          | Bohemian Rhapsody        | Gorki                       | Mia                     |
| 7   | AC/DC               | Thunderstuck             | Coldplay                                       | Viva La Vida             | Bryan Adams                 | Summer of '69           |
| 8   | Lady Gaga           | Poker Face               | Clouseau                                       | Afscheid van een vriend  | Lady Gaga                   | Poker Face              |
| 9   | Coldplay            | Clocks                   | Milk inc.                                      | Walk on water            | Queen                       | Bohemian Rhapsody       |
| 10  | U2                  | With or Without You      | U2                                             | Beautiful Day            | Milk inc.                   | Walk on water           |
|     | 2012                | 2012                     | 2013                                           | 2013                     | 2014                        | 2014                    |
| Nr. | Uitvoerder          | Titel                    | Uitvoerder                                     | Titel                    | Uitvoerder                  | Titel                   |
| 1   | Adele               | Someone like you         | Adele                                          | Someone like you         | Stromae                     | Formidable              |
| 2   | Lady Gaga           | Poker Face               | Queen                                          | Bohemian Rhapsody        | Adele                       | Someone like you        |
| 3   | Queen               | Bohemian Rhapsody        | Metallica                                      | Nothing Else Matters     | Metallica                   | Nothing Else Matters    |
| 4   | Coldplay            | Viva La Vida             | Coldplay                                       | Viva La Vida             | Dotan                       | Home                    |
| 5   | Bryan Adams         | Summer of '69            | Stromae                                        | Formidable               | Queen                       | Bohemian Rhapsody       |
| 6   | One Direction       | What Makes You Beautiful | Kings of Leon                                  | Sex on Fire              | Coldplay                    | Viva La Vida            |
| 7   | Metallica           | Nothing Else Matters     | Michael Jackson                                | Thriller                 | Milk Inc.                   | Walk on water           |
| 8   | The Black Eyed Peas | I Gotta Feeling          | Nirvana                                        | Smells Like Teen Spirit  | Nirvana                     | Smells Like Teen Spirit |
| 9   | Triggerfinger       | I Follow Rivers          | The Black Eyed Peas                            | I Gotta Feeling          | Pharrell Williams           | Happy                   |
| 10  | Kings of Leon       | Sex on Fire              | AC/DC                                          | Thunderstruck            | Michael Jackson             | Thriller                |
|     | 2015                | 2015                     | 2016                                           | 2016                     | 2017                        | 2017                    |
| Nr. | Uitvoerder          | Titel                    | Uitvoerder                                     | Titel                    | Uitvoerder                  | Titel                   |
| 1   | Adele               | Someone like you         | Adele                                          | Someone like you         | Ed Sheeran                  | Shape of You            |
| 2   | Lady Gaga           | Poker Face               | Coldplay                                       | Viva La Vida             | Adele                       | Someone like you        |
| 3   | Queen               | Bohemian Rhapsody        | Queen                                          | Bohemian Rhapsody        | Coldplay                    | Viva La Vida            |
| 4   | Adele               | Hello                    | Gorki                                          | Mia                      | Queen                       | Bohemian Rhapsody       |
| 5   | Coldplay            | Viva la Vida             | Metallica                                      | Nothing Else Matters     | 3 Doors Down                | Kryptonite              |
| 6   | Gorki               | Mia                      | Stan Van Samang                                | Een ster                 | Ed Sheeran                  | Thinking Out Loud       |
| 7   | Metallica           | Nothing Else Matters     | Nirvana                                        | Smells like teen spirit  | Metallica                   | Nothing Else Matters    |
| 8   | Bryan Adams         | Summer of '69            | Mark Ronson ft. Bruno Mars                     | Uptown Funk              | The Chainsmokers met Halsey | Closer                  |
| 9   | Stan Van Samang     | Goeiemorgen, goeiedag    | 3 Doors Down                                   | Kryptonite               | Stan Van Samang             | Een ster                |
| 10  | AC/DC               | Thunderstruck            | Wiz Khalifa ft. Charlie Puth                   | See You Again            | Linkin Park                 | In the End              |
|     | 2018                | 2018                     | 2019                                           | 2019                     | 2020                        | 2020                    |
| Nr. | Uitvoerder          | Titel                    | Uitvoerder                                     | Titel                    | Uitvoerder                  | Titel                   |
| 1   | Ed Sheeran          | Perfect                  | Queen                                          | Bohemian Rhapsody        | Niels Destadsbader          | Verover mij             |
| 2   | Niels Destadsbader  | Verover mij              | Marco Borsato Armin van Buuren Davina Michelle | Hoe het danst            | Queen                       | Bohemian Rhapsody       |
| 3   | Queen               | Bohemian Rhapsody        | Niels Destadsbader                             | Verover mij              | Regi, OT, Jake Reese        | Kom wat dichterbij      |
| 4   | Avicii              | Wake Me Up               | Ed Sheeran                                     | Perfect                  | Avicii                      | Wake Me Up              |
| 5   | 3 Doors Down        | Kryptonite               | Linkin Park                                    | In the End               | Linkin Park                 | In the End              |
| 6   | Linkin Park         | In the End               | Coldplay                                       | Viva la Vida             | Coldplay                    | Fix You                 |
| 7   | Coldplay            | Viva la Vida             | Coldplay                                       | Fix You                  | 3 Doors Down                | Kryptonite              |
| 8   | Metallica           | Nothing Else Matters     | Adele                                          | Someone Like You         | Ed Sheeran                  | Perfect                 |
| 9   | Adele               | Someone Like You         | 3 Doors Down                                   | Kryptonite               | Billie Eilish               | Bad Guy                 |
| 10  | Queen               | Don't Stop Me Now        | Queen                                          | Don't Stop Me Now        | Adele                       | Someone Like You        |
|     | 2021                | 2021                     | 2022                                           | 2022                     | 2023                        | 2023                    |
| Nr. | Uitvoerder          | Titel                    | Uitvoerder                                     | Titel                    | Uitvoerder                  | Titel                   |
| 1   | Coldplay            | Viva la Vida             | Coldplay                                       | Viva la Vida             | Harry Styles                | As It Was               |
| 2   | Queen               | Bohemian Rhapsody        | Harry Styles                                   | As It Was                | Pommelien Thijs             | Ongewoon                |
| 3   | Linkin Park         | In the End               | Queen                                          | Bohemian Rhapsody        | Coldplay                    | Viva la Vida            |
| 4   | Niels Destadsbader  | Verover mij              | One Direction                                  | What Makes You Beautiful | Queen                       | Bohemian Rhapsody       |
| 5   | ABBA                | Dancing Queen            | Camille Dhont                                  | Vuurwerk                 | Pommelien Thijs             | Erop of eronder         |
| 6   | Ed Sheeran          | Perfect                  | Linkin Park                                    | In the End               | Linkin Park                 | In the End              |
| 7   | Avicii              | Wake Me Up               | Avicii                                         | Wake Me Up               | Milk inc.                   | Walk on water           |
| 8   | Adele               | Someone Like You         | ABBA                                           | Dancing Queen            | Tom Odell                   | Another Love            |
| 9   | The Weeknd          | Blinding Lights          | Ed Sheeran                                     | Perfect                  | ABBA                        | Dancing Queen           |
| 10  | Olivia Rodrigo      | Drivers License          | Stromae                                        | Alors on danse           | Avicii                      | Wake Me Up              |
|     | 2024                |                          |                                                |                          |                             |                         |
| Nr. | Uitvoerder          | Titel                    |                                                |                          |                             |                         |
| 1   | One Direction       | What Makes You Beautiful |                                                |                          |                             |                         |
| 2   | Coldplay            | Viva la Vida             |                                                |                          |                             |                         |
| 3   | Pommelien Thijs     | Erop of eronder          |                                                |                          |                             |                         |
| 4   | Queen               | Bohemian Rhapsody        |                                                |                          |                             |                         |
| 5   | Taylor Swift        | Shake It Off             |                                                |                          |                             |                         |
| 6   | Linkin Park         | In the End               |                                                |                          |                             |                         |
| 7   | Pommelien Thijs     | Ongewoon                 |                                                |                          |                             |                         |
| 8   | ABBA                | Dancing Queen            |                                                |                          |                             |                         |
| 9   | Harry Styles        | As It Was                |                                                |                          |                             |                         |
| 10  | Adele               | Someone Like You         |                                                |                          |                             |                         |

## Teens 500
Meermaals zond MNM de Teens 500 uit. De 500 beste nummers gemaakt tussen 2010 en 2020, gestemd door de luisteraars.
Dit was de top 5:
|     | 2018                        | 2018                     | 2019                        | 2019                     | 2020                                     | 2020                     | 2022          | 2022                     |
| Nr. | Uitvoerder                  | Titel                    | Uitvoerder                  | Titel                    | Uitvoerder                               | Titel                    | Uitvoerder    | Titel                    |
| --- | --------------------------- | ------------------------ | --------------------------- | ------------------------ | ---------------------------------------- | ------------------------ | ------------- | ------------------------ |
| 1   | Ed Sheeran                  | Shape of You             | Avicii                      | Wake Me Up               | Marco Borsato & Davina Michelle          | Hoe het danst            | One Direction | What Makes You Beautiful |
| 2   | Justin Timberlake           | Can't Stop the Feeling!  | Ed Sheeran                  | Shape of You             | Avicii                                   | Wake Me Up               | Avicii        | Wake Me Up               |
| 3   | The Chainsmokers & Coldplay | Something Just Like This | The Chainsmokers & Coldplay | Something Just Like This | Ed Sheeran                               | Shape of You             | Stromae       | Alors on Danse           |
| 4   | Adele                       | Someone Like You         | Justin Timberlake           | Can't Stop the Feeling!  | Niels Destadsbader                       | Verover mij              | The Weeknd    | Blinding Lights          |
| 5   | Bazart                      | Goud                     | Adele                       | Someone Like You         | Adele                                    | Someone Like You         | Adele         | Someone Like You         |
|     | 2023                        | 2023                     | 2024                        | 2024                     | 2025                                     | 2025                     |               |                          |
| 1   | One Direction               | What Makes You Beautiful | One Direction               | What Makes You Beautiful | One Direction                            | What Makes You Beautiful |               |                          |
| 2   | Stromae                     | Alors on danse           | Macklemore & Ryan Lewis     | Can't Hold Us            | Taylor Swift                             | Shake It Off             |               |                          |
| 3   | Harry Styles                | Sign of the Times        | Avicii                      | Wake Me Up               | Stromae                                  | Alors on Danse           |               |                          |
| 4   | Avicii                      | Wake Me Up               | Taylor Swift                | Shake It Off             | Avicii                                   | Wake Me Up               |               |                          |
| 5   | The Weeknd                  | Blinding Lights          | Stromae                     | Alors on Danse           | Macklemore & Ryan Lewis feat. Ray Dalton | Can't Hold Us            |               |                          |

## Back To The 00's
In oktober 2010 en 2011 was er de Back To The 00's-week op MNM, met als afsluiter de Top 100 van de jaren 2000, gebaseerd op stemmen van luisteraars. In 2014, 2016, 2019 en 2021 kwam deze top terug. In 2015 liep er ook een top van de zogeheten nillies, maar daarvoor werd de officiële verkooplijst van Ultratop gebruikt als top 100.
Dit was de top 5:
| 1   | The Black Eyed Peas | I Gotta Feelin' | Lady Gaga           | Poker Face         | Kings of Leon       | Sex on Fire     | Adele               | Make You Feel My Love |  |  |
| 2   | U2                  | Beautiful Day   | The Black Eyed Peas | I Gotta Feelin'    | Lady Gaga           | Poker Face      | The Black Eyed Peas | I Gotta Feelin'       |  |  |
| 3   | Milk Inc.           | Walk On Water   | Coldplay            | Viva la vida       | Coldplay            | Viva la vida    | Coldplay            | Viva la vida          |  |  |
| 4   | Lady Gaga           | Poker Face      | Milk Inc.           | Walk On Water      | The Black Eyed Peas | I Gotta Feelin' | Milk Inc.           | Walk On Water         |  |  |
| 5   | Kings of Leon       | Sex on Fire     | Kings of Leon       | Sex On Fire        | Milk Inc.           | Walk On Water   | Kings of Leon       | Sex on Fire           |  |  |
|     | 2019                | 2019            | 2021                | 2021               | 2024                | 2024            |                     |                       |  |  |
| Nr. | Uitvoerder          | Titel           | Uitvoerder          | Titel              | Uitvoerder          | Titel           |                     |                       |  |  |
| 1   | Coldplay            | Viva la vida    | Linkin Park         | In the End         | Linkin Park         | In the End      |                     |                       |  |  |
| 2   | Lady Gaga           | Poker Face      | Coldplay            | Viva la vida       | Milk Inc.           | Walk on Water   |                     |                       |  |  |
| 3   | 3 Doors Down        | Kryptonite      | Lady Gaga           | Poker Face         | Coldplay            | Viva la vida    |                     |                       |  |  |
| 4   | Beyoncé met Jay-Z   | Crazy in Love   | Milk Inc.           | Walk on Water      | Spring              | Spring          |                     |                       |  |  |
| 5   | Coldplay            | Fix You         | The Black Eyed Peas | Where Is the Love? | Taylor Swift        | Love Story      |                     |                       |  |  |

## Back To The 90's
Sinds 2009 is er de Back To The 90's-week op MNM. Die werd in 2009 afgesloten met de Top 999, met de 999 beste 90's-liedjes gebaseerd op de stemmen van de luisteraars. Nadien werd deze top afgeslankt tot een top 99. Na in 2015 enkel de officiële Ultratop-lijst met bestverkochte liedjes uit de jaren 90 te brengen, werd de top in 2016 omgevormd tot een top 100.
Dit was de top 5:
|     | 2009        | 2009                    | 2010            | 2010                          | 2011            | 2011                    | 2012           | 2012                  |
| Nr. | Uitvoerder  | Titel                   | Uitvoerder      | Titel                         | Uitvoerder      | Titel                   | Uitvoerder     | Titel                 |
| --- | ----------- | ----------------------- | --------------- | ----------------------------- | --------------- | ----------------------- | -------------- | --------------------- |
| 1   | Snap!       | Rhythm Is A Dancer      | Snap!           | Rhythm Is A Dancer            | Snap!           | Rhythm Is A Dancer      | Snap!          | Rhythm Is A Dancer    |
| 2   | 2 Fabiola   | Lift U Up               | Robbie Williams | Angels                        | Gorki           | Mia                     | U2             | One                   |
| 3   | 2 Unlimited | Jump for joy            | Milk Inc.       | In My Eyes                    | 2 Unlimited     | No Limit                | 2 Fabiola      | Lift U Up             |
| 4   | Faithless   | Insomnia                | Michael Jackson | Black Or White                | Robbie Williams | Angels                  | 2 Unlimited    | No Limit              |
| 5   | AC/DC       | Thunderstruck           | 2 Fabiola       | Lift U Up                     | Clouseau        | Afscheid van een vriend | Metallica      | Nothing else matters  |
|     | 2013        | 2013                    | 2014            | 2014                          | 2016            | 2016                    | 2019           | 2019                  |
| Nr. | Uitvoerder  | Titel                   | Uitvoerder      | Titel                         | Uitvoerder      | Titel                   | Titel          | Uitvoerder            |
| 1   | AC/DC       | Thunderstruck           | Metallica       | Nothing Else Matters          | AC/DC           | Thunderstruck           | Gala           | Freed from Desire     |
| 2   | Snap!       | Rhythm Is A Dancer      | 2 Fabiola       | Lift U Up                     | Snap!           | Rhythm Is A Dancer      | AC/DC          | Thunderstruck         |
| 3   | 2 Unlimited | No Limit                | Snap!           | Rhythm Is A Dancer            | Metallica       | Nothing Else Matters    | Snap!          | Rhythm Is A Dancer    |
| 4   | Nirvana     | Smells Like Teen Spirit | AC/DC           | Thunderstruck                 | 2 Fabiola       | Lift U Up               | Britney Spears | ...Baby One More Time |
| 5   | Faithless   | God is a DJ             | Backstreet Boys | Everybody (Backstreet's Back) | Nirvana         | Smells Like Teen Spirit | Metallica      | Nothing Else Matters  |

## MNM Top 88 (Back To The 80's)
In 2010, 2011, 2012 en 2013 werd in juli de Top 88 van de jaren 80 uitgezonden. Dit was de top 5:
|     | 2010                    | 2010                 | 2011                    | 2011                     | 2012            | 2012                     | 2013            | 2013                     |
| Nr. | Uitvoerder              | Titel                | Uitvoerder              | Titel                    | Uitvoerder      | Titel                    | Uitvoerder      | Titel                    |
| --- | ----------------------- | -------------------- | ----------------------- | ------------------------ | --------------- | ------------------------ | --------------- | ------------------------ |
| 1   | Prince & The Revolution | Purple Rain          | Michael Jackson         | Thriller                 | Bryan Adams     | Summer of '69            | Michael Jackson | Billie Jean              |
| 2   | Michael Jackson         | Beat It              | Bryan Adams             | Summer of '69            | Michael Jackson | Thriller                 | Bryan Adams     | Summer of '69            |
| 3   | Bryan Adams             | Summer of '69        | Bon Jovi                | You give love a bad name | a-ha            | Take on Me               | a-ha            | Take on Me               |
| 4   | Madonna                 | Like a Prayer        | Prince & The Revolution | Purple Rain              | Madonna         | Like A Prayer            | Bon Jovi        | You give love a bad name |
| 5   | U2                      | Sunday Bloody Sunday | U2                      | Sunday Bloody Sunday     | Bon Jovi        | You give love a bad name | Madonna         | Like A Prayer            |

## Bravo België Top 100
In 2020, 2021 en 2022 konden luisteraars stemmen op hun favoriete nummers van Belgische bodem. In de lijst staan dus enkel Belgische artiesten. Dit was de top 5:
|     | 2020                         | 2020               | 2021                           | 2021                    | 2022                           | 2022                    |
| Nr. | Uitvoerder                   | Titel              | Uitvoerder                     | Titel                   | Uitvoerder                     | Titel                   |
| --- | ---------------------------- | ------------------ | ------------------------------ | ----------------------- | ------------------------------ | ----------------------- |
| 1   | Regi Penxten, Jake Reese, OT | Kom wat dichterbij | Regi Penxten, Jake Reese, OT   | Kom wat dichterbij      | Stromae                        | Formidable              |
| 2   | Niels Destadsbader           | Verover mij        | Niels Destadsbader             | Verover mij             | Niels Destadsbader             | Verover mij             |
| 3   | Stromae                      | Formidable         | Jaap Reesema & Pommelien Thijs | Nu wij niet meer praten | Camille                        | Vuurwerk                |
| 4   | Stan Van Samang              | Een ster           | Stromae                        | Formidable              | Bazart                         | Goud                    |
| 5   | Angèle ft. Roméo Elvis       | Tout oublier       | Bazart                         | Goud                    | Jaap Reesema & Pommelien Thijs | Nu wij niet meer praten |

## De Heetste 100
Eind augustus 2010 en 2011 zond MNM een lijst uit met de naam De Heetste 100, een lijst van 100 zomernummers. Deze top 100 werd samengesteld op basis van de stemmen van de luisteraars. In 2012 was er een andere lijst, namelijk de Sing Your Song Top 75.
Dit was de top 5:
|     | 2010                      | 2010                             | 2011                               | 2011                             |
| Nr. | Uitvoerder                | Titel                            | Uitvoerder                         | Titel                            |
| --- | ------------------------- | -------------------------------- | ---------------------------------- | -------------------------------- |
| 1   | Jessy Matador             | Allez Ola Olé                    | Don Omar ft. Lucenzo               | Danza Kuduro                     |
| 2   | Shakira met Freshlyground | Waka Waka (This Time for Africa) | Shakira met Freshlyground          | Waka Waka (This Time for Africa) |
| 3   | Paradisio                 | Bailando                         | Pitbull ft. Ne-Yo, Afrojack, Nayer | Give me everything               |
| 4   | Stromae                   | Alors on danse                   | Bryan Adams                        | Summer of '69                    |
| 5   | Bryan Adams               | Summer of '69                    | Jessy Matador                      | Allez Ola Olé                    |

## MNM Ski Party Top 100
In 2012 & 2013 werd de "MNM Ski Party Top 100" uitgezonden, in 2014 werd deze afgeslankt tot een top 75. Deze top werd samengesteld op basis van de stemmen van de luisteraars. Dit was de top 5:
|     | 2012                                | 2012                           | 2013             | 2013                           | 2014                        | 2014                           |
| Nr. | Uitvoerder                          | Titel                          | Uitvoerder       | Titel                          | Uitvoerder                  | Titel                          |
| --- | ----------------------------------- | ------------------------------ | ---------------- | ------------------------------ | --------------------------- | ------------------------------ |
| 1   | Double Dj's                         | Boven op de berg (dwergenlied) | PSY              | Gangnam style                  | Double Dj's                 | Boven op de berg (dwergenlied) |
| 2   | Het Feestteam                       | Ik neem je mee                 | Anton ft Dj Otzi | Anton aus Tirol                | Pitaboys                    | Waar is dat feestje            |
| 3   | Pitbull ft. Ne-Yo, Afrojack & Nayer | Give me everything             | Double Dj's      | Boven op de berg (Dwergenlied) | Martin Garrix               | Animals                        |
| 4   | Anton aus Tirol ft. DJ Ötzi         | Anton aus Tirol                | Khaled           | C'est La Vie                   | PSY                         | Gangnam style                  |
| 5   | Michel Teló                         | Ai se eu te pego!              | Pitaboys         | Waar is dat feestje            | Anton aus Tirol ft. DJ Ötzi | Anton aus Tirol                |

## Taylor Swift Top 35
In 2024 konden luisteraars stemmen op hun favoriete nummers van Taylor Swift, ter ere van haar 35ste verjaardag.
|     | 2024               |
| Nr. | Titel              |
| --- | ------------------ |
| 1   | Cruel Summer       |
| 2   | All Too Well       |
| 3   | Love Story         |
| 4   | Anti-Hero          |
| 5   | Lover              |
| 6   | Style              |
| 7   | You Belong with Me |
| 8   | Cardigan           |